# شورای سیرمیوم
شورای سیرمیوم (انگلیسی: Councils of Sirmium) پنج شورای اسقفی در سیرمیوم بود که در سال‌های ۳۴۷، ۳۵۱، ۳۵۷، ۳۵۸ و سرانجام در سال‌های ۳۷۵ یا ۳۷۸ برگزار شد. سومین شورا- مهم‌ترین شوراها بود.